# Histriobdellidae
Histriobdellidae är en familj av ringmaskar. Enligt Catalogue of Life ingår Histriobdellidae i klassen havsborstmaskar, fylumet ringmaskar och riket djur, men enligt Dyntaxa är tillhörigheten istället ordningen Eunicida, klassen havsborstmaskar, fylumet ringmaskar och riket djur. Enligt Catalogue of Life omfattar familjen Histriobdellidae 14 arter. 
Kladogram enligt Catalogue of Life och Dyntaxa:
| Histriobdellidae | \| \| Dayus \| \| \| \| \| \| Histriobdella \| \| \| \| \| \| Stratiodrilus \| \| \| \| |
|                  | \| \| Dayus \| \| \| \| \| \| Histriobdella \| \| \| \| \| \| Stratiodrilus \| \| \| \| |
|                  | Dayus                                                                                   |
|                  |                                                                                         |
|                  | Histriobdella                                                                           |
|                  |                                                                                         |
|                  | Stratiodrilus                                                                           |
|                  |                                                                                         |